# Норинцы
Но́ринцы (укр. Норинці) — село на Украине, находится в Народичском районе Житомирской области.
Код КОАТУУ — 1823787001. Население по переписи 2001 года составляет 525 человек. Почтовый индекс — 11420. Телефонный код — 4140. Занимает площадь 1,356 км².

## История
В 1946 году указом ПВС УССР село Кацовщина переименовано в Норинцы.

## Адрес местного совета
11420, Житомирская область, Народичский р-н, с. Норинцы